# The Sundering Flood

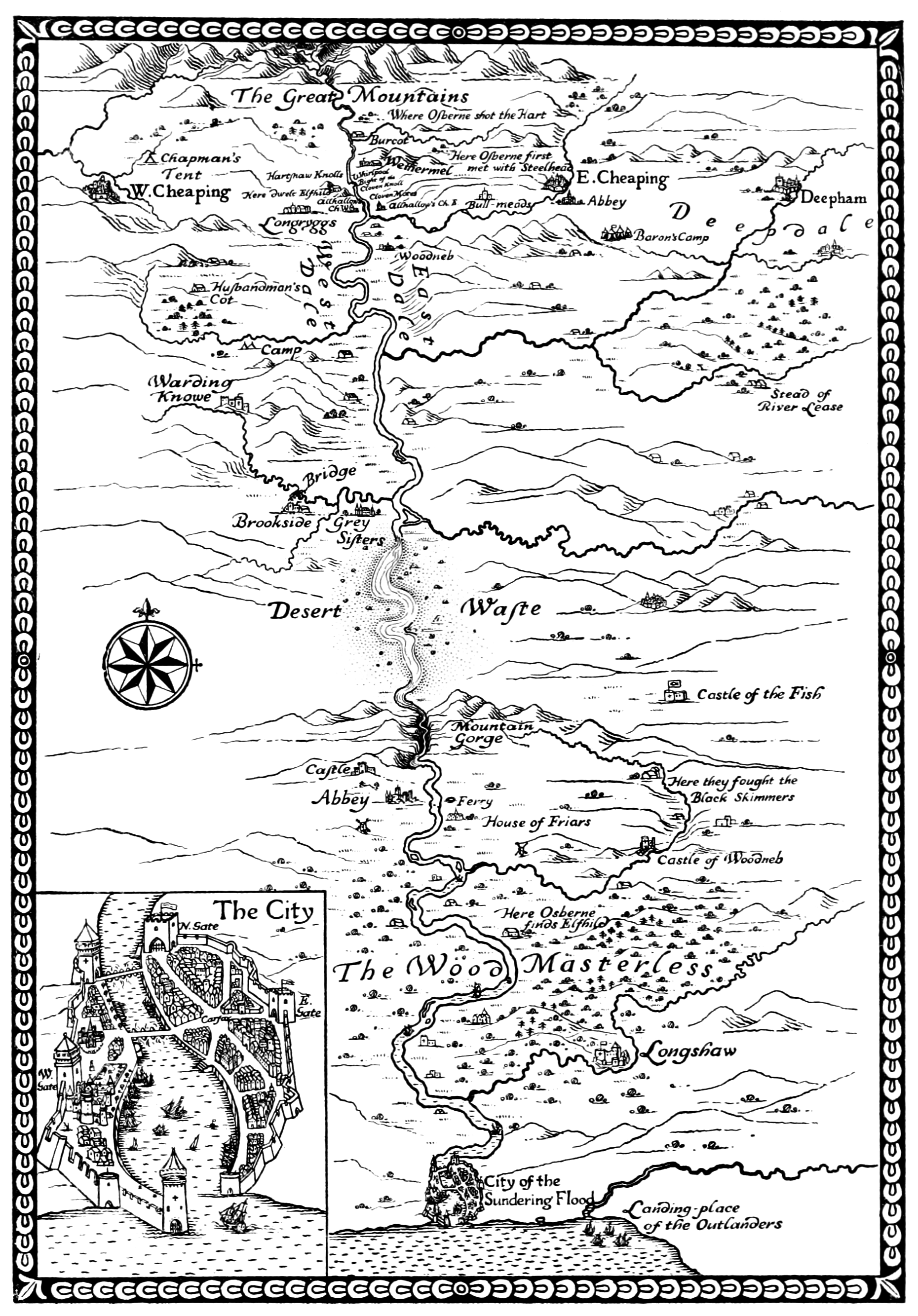
Фронтисписна карта першого видання.

The Sundering Flood (укр. Розділяюча Повінь) — фентезійний роман британського письменника Вільяма Морріса, чи не першого сучасного письменника-фентезі, який поєднав уявний світ із елементом надприродного, і, отже, попередника більшої частини сучасної фентезі літератури.  The Sundering Flood була останнім художнім твором Морріса, закінченим в чорновому варіанті, з закінченням, продиктованим зі смертного ложа. Він був відредагований посмертно його донькою Мей у готовій формі для публікації та опублікований у 1897 році.
Морріс вважав свої фентезі відродженням середньовічної традиції лицарських романів і, відповідно, використовував мову, що звучить архаїчно. Однак, за оцінкою редактора та критика Ліна Картера, «імітація Моррісом середньовічної прози не була надмірною: ясність і простота, а також певна нав’язлива та лірична музика роблять її дуже читабельною». 

## Короткий зміст сюжету
Осберн Вульфгрімссон і Ельфхільд — закохані, які живуть по різні боки Роздільної Повіні, величезної ріки, яку вони не можуть перетнути. Коли Ельфхільд зникає під час вторгнення Червоних Шкуродерів, розбитий горем Осберн бере свій чарівний меч Boardcleaver і приєднується до армії сера Годріка з Лонгшоу, на службі якого він допомагає скинути з престолу тирана-короля та плутократію торговців, що правлять містом у гирлі ріки. Згодом він знаходить Ельфхільд, яка втекла з родичкою, мудрою жінкою, яка володіє магічними мистецтвами, і знайшла притулок у Лісових Вільних. Ельфхільд розповідає Осберну про їхні пригоди на шляху до безпеки. Після цього вони разом повертаються до Ветермела, дому Осберна, і все закінчується щасливо.

## Історія та вплив
Роман був вперше опублікований посмертно у твердій палітурці видавництвом Morris' Kelmscott Press у 1897 році  . Його важливість в історії фентезі-літератури була визнана його повторним виданням Ballantine Books як п'ятдесят сьомий том знаменитої серії Ballantine Adult Fantasy у травні 1973 року. Видання Ballantine містить вступ Лін Картер .
Імовірно, ця книга є першим фентезійним романом, який містить те, що стало традиційним у жанрі: фантастичну карту, яка визначає повністю вигаданий світ. 